# رابی امل
رابی اَمِل (انگلیسی: Robbie Amell؛ زادهٔ ۲۱ آوریل ۱۹۸۸) هنرپیشه و بازیکن هاکی روی یخ اهل کانادا است. او از سال ۲۰۰۵ میلادی تاکنون مشغول فعالیت بوده است.
از کارهایی که او در آن‌ها نقش داشته است، می‌توان به فیلم‌های شکارچی‌ها، دوجینش ارزان‌تر است ۲، نه جان، وقتی برای اولین بار ملاقات کردیم، بزهکاران و داف و سریال‌های انسان‌های فردا و فلش اشاره کرد.
اَمِل در سال ۲۰۱۶ با ایتالیا ریچی، بازیگر کانادایی، ازدواج کرد.